# 標準尺
標準尺是天文學上近似大小已知的天體，經由測量它們在天空中的視角直徑，可以測量出它們與地球的距離。
一個直徑已知的物體距離越遠看起來就越小，角直徑的大小與距離成反比。因此一個物體的距離可以由已知的實際直徑和測量到的角度大小估計出來。
螺旋星系的角直徑，在實務上可以很容易的經由觀測測量得到，而這類星系的大小大約已知，並且沒有很大的差異性。因此，可以利用角直徑和一般的大小，估計出它們的距離。角直徑和真實大小的關係式如下：
{\displaystyle \alpha ={\frac {648000}{\pi }}{\frac {D}{d}}}
此處α是測量得到的角直徑，單位是弧秒；D是星系真實的直徑，而d就是星系與觀測者的距離。